# Метесарі (комуна)
Метесарі (рум. Mătăsari) — комуна у повіті Горж в Румунії. До складу комуни входять такі села (дані про населення за 2002 рік):
- Бредет (577 осіб)
- Бредецел (131 особа)
- Кройч (427 осіб)
- Метесарі (3872 особи)
- Рункурел (430 осіб)

Комуна розташована на відстані 242 км на захід від Бухареста, 25 км на південний захід від Тиргу-Жіу, 81 км на північний захід від Крайови.

## Населення
За даними перепису населення 2002 року у комуні проживали 5437 осіб.
Національний склад населення комуни:
| Національність | Кількість осіб | Відсоток |
| -------------- | -------------- | -------- |
| румуни         | 5417           | 99,6%    |
| угорці         | 11             | 0,2%     |
| цигани         | 8              | 0,1%     |
| німці          | 1              | < 0,1%   |

Рідною мовою назвали:
| Мова      | Кількість осіб | Відсоток |
| --------- | -------------- | -------- |
| румунська | 5429           | 99,9%    |
| угорська  | 7              | 0,1%     |
| німецька  | 1              | < 0,1%   |

Склад населення комуни за віросповіданням:
| Релігія        | Кількість осіб | Відсоток |
| -------------- | -------------- | -------- |
| православні    | 5190           | 95,5%    |
| римо-католики  | 105            | 1,9%     |
| п'ятдесятники  | 61             | 1,1%     |
| адвентисти     | 27             | 0,5%     |
| бретрени       | 17             | 0,3%     |
| реформати      | 16             | 0,3%     |
| греко-католики | 4              | 0,1%     |
| атеїсти        | 1              | < 0,1%   |